# Kỳ Tân, huyện Kỳ Anh
Kỳ Tân là một xã thuộc huyện Kỳ Anh, tỉnh Hà Tĩnh, Việt Nam.

## Địa giới hành chính
Xã Kỳ Tân nằm ở khu vực trung tâm về địa lý của huyện Kỳ Anh.
- Phía bắc giáp các xã Kỳ Văn, Kỳ Thư và Kỳ Châu.
- Phía đông giáp phường Hưng Trí  và xã Kỳ Hoa.
- Phía nam giáp xã  Lâm Hợp .
- Phía tây giáp xã Lâm Hợp.

## Hành chính
Năm 1986, 3 hécta diện tích tự nhiên với 119 người của xã Kỳ Tân được tách ra cùng với một phần diện tích và dân số của các xã Kỳ Trinh, Kỳ Hoa, Kỳ Châu, Kỳ Hưng để thành lập thị trấn Kỳ Anh. Đồng thời, 230 hécta diện tích tự nhiên với 308 người của xã Kỳ Tân được tách ra cùng với một phần diện tích và dân số các xã Kỳ Lâm và Kỳ Tây để thành lập xã Kỳ Hợp. Sau khi chia tách, xã Kỳ Tân còn 3.987 hécta với 4.759 người

## Địa lý tự nhiên
- Sông Trí chảy qua xã.